# Jacques Attali
Jacques Attali (Argel, Argelia, 1 de noviembre de 1943) es un economista, ingeniero, político, alto funcionario, gestor cultural, activista social, compositor musical, director de orquesta, 
ensayista, novelista, escritor, polígrafo y 
polímata francés. Muy prolífico, entre 1969 y 2023, en 54 años, publicó 86 libros.

## Trayectoria
Jacques Attali nació en Argel con su hermano Bernard, en una familia franco-judía; su padre, Simon Attali, era un autodidacta y dirigía una perfumería en la capital argelina. En 1956, dos años después del inicio de la independencia (1954–1962), éste condujo a la familia a París (Jacques tenía trece años).
Attali estudió en el Lycée Janson de Sailly (donde coincidió con Jean-Louis Bianco y Laurent Fabius); prosiguió su formación, sucesivamente, en la Escuela Politécnica, la Escuela de Minas, el Instituto de Estudios Políticos, y la Escuela Nacional de Administración (ENA). Es doctor de Estado en Ciencias Económicas.
Attali fundó, en 1980, la ONG Acción Internacional contra el Hambre; y en 1984 lanzó el programa europeo de investigación y nuevas tecnologías Eureka. 
Fue asesor del presidente François Mitterrand, a quien conocía desde 1968, y primer Presidente del Banco Europeo para la Reconstrucción y el Desarrollo, entre 1991 y 1993, el banco creado para ayudar a los países del centro y este de Europa y la antigua Unión Soviética en su transición a la economía de mercado. 
En 1989 creó un programa internacional de ayuda a Bangladés tras las catastróficas inundaciones. Es también fundador de PlaNet Finance en 1998, con la colaboración de Muhammad Yunus, una ONG internacional que promueve el desarrollo económico en los países más pobres, utilizando microcréditos y apoyándose directamente en la red, sin más garantías que la propia palabra de los receptores.
Jacques Attali ha sido amigo de Raymond Barre, Jacques Delors, Philippe Séguin, Jean-Luc Lagardère, Antoine Riboud, y Michel Serres.
En 2007, fue nombrado por Nicolas Sarkozy para presidir la Comisión para la liberación del crecimiento francés o Comisión Attali. No fue condenado en el Angolagate.
Fundó además la Acción contra el Hambre, y aconseja a la ONU sobre los riesgos de la proliferación nuclear. Ha ayudado a la reforma de la enseñanza superior francesa. 
Y se ha preocupado por el porvenir de América Latina, que considera indispensable y con enormes posibilidades.

## Autor
Es cronista del semanario L'Express desde hace muchos años,
Ha publicado más de treinta libros: de economía, matemáticas, historia (1492), ensayo (La Figure de Fraser), memorias, novelas (Nouv'Elles, La Vie éternelle, Au-delà de nulle part), obras de teatro, cuentos infantiles, y biografías. El reciente y extenso Diderot ou le bonheur de penser (2012) pone en evidencia sus admiraciones plurales.

## Otras actividades
Es un apasionado de la música; toca el piano y escribe letras para canciones. Es autor de Ruidos: ensayo sobre la economía política de la música, donde señala la importancia de la música en la evolución de nuestras sociedades.
Desde 2006, dirige, con Patrick Souillot, la "Grenoble University orchestra (ha dirigido a Bach, Mozart, Mendelssohn, Barber, Benda) y codirigido la orquesta Lamoureux orchestra con Daniel Cohen, en París. 
Desde finales de 2010, Jacques Attali pertenece al patronato del Musée d’Orsay.

## Libros
- L'anti-economique (1969), con Marc Guillaume
- Analyse économique de la vie politique (1972)
- Les modèles politiques (1972)
- Bruits: essai sur l'économie politique de la musique (1977); tr. Noise: The Political Economy of Music (1985) prólogo de Fredric Jameson
- Les trois mondes (1981)
- Histoires du temps (1982)
- Cannibalism and Civilization: Life and Death in the History of Medicine (1984)
- Au propre et au figuré. Une histoire de la propriété (1988)
- Un homme d'influence: Sir Siegmund Warburg (1902-1982) (1990)
- 1492 (1991)
- Millennium: Winners and Losers in the Coming Order (1992)
- La nouvelle économie française (1992)
- Europe(s) (1994)
- Economie et apodalypse. Trafic et prolifération nucléaires (1995)
- Les trois mondes: pour une theorie de l'après-crise (1996)
- L'ordre cannibale (1996)
- Fraternités (1999) ISBN 84-493-0977-8
- Les Juifs, le Monde et l'Argent. Histoire économique du peuple juif (2002), Fayard
- Karl Marx ou l'esprit du monde (2005)
- C'était François Mitterrand (2005), Fayard
- Une Brève histoire de l'avenir (2006)
- La crise, et après? (2008), Fayard ISBN 2-213-64307-5
- The economic history of the Jewish people (2010)
- Diderot ou le bonheur de penser, Fayard (2012).